# Torticolis congénital
 (juin 2017).
Si vous disposez d'ouvrages ou d'articles de référence ou si vous connaissez des sites web de qualité traitant du thème abordé ici, merci de compléter l'article en donnant les références utiles à sa vérifiabilité et en les liant à la section « Notes et références ».
 Mise en garde médicale
Le torticolis congénital est une affection musculaire qui touche les muscles du cou et principalement le sterno-cléido-mastoïdien (SCM). Elle est la troisième pathologie néonatale après la dysplasie congénitale des hanches et le pied bot.

## Description
Étymologiquement, le terme « torticolis » vient du latin tortum collum qui signifie « cou tordu », et le terme « congénital » vient du latin congenitus qui signifie « né avec ». Ainsi, littéralement un torticolis congénital est un nourrisson né avec un cou tordu.
Le torticolis est défini comme une inclinaison latérale de la tête et une rotation du côté opposé à l’inclinaison. Parfois il est accompagné d’une translation de la tête du côté sain dû à l’orientation du SCM.
Il existe plusieurs types de torticolis qui sont dans la plupart des publications regroupés sous le terme de torticolis musculaire congénital :
- Le torticolis primaire ou intra-utérin : survient à la suite de la diminution de l’apport vasculaire au niveau du SCM qui aboutit à une nécrose du tissu responsable d’une fibrose localisée du SCM.
- Le torticolis secondaire musculaire : il est le plus souvent accidentel. Il survient pendant l’expulsion du bébé lors de l’accouchement lorsque le bébé reste bloqué dans le bassin de sa mère. Les techniques d’extraction telles que la traction par le creux axillaire ou par le crâne peuvent provoquer une lésion au niveau du SCM ou des scalènes. À la suite de cela on peut trouver une olive musculaire visible et palpable.
- Le torticolis postural : est utilisé pour décrire les patients qui ont toutes les caractéristiques cliniques du torticolis. Cependant, ils ne présentent ni fibrose ni olive musculaire au niveau du SCM.

Le torticolis chez le nourrisson est un problème de Santé publique puisque dans 50 % à 30 % des cas, il persiste, après la rééducation, des anomalies comme l’asymétrie du visage, ou encore une plagiocéphalie ou la persistance d’une inclinaison de la tête.

## Anatomie du muscle sterno-cléido-mastoïdien
Le muscle sterno-cléido-mastoïdien est situé dans la région cervicale antéro-latérale. Il est composé de 4 chefs répartis en deux plans :
- Plan superficiel avec le chef cléido-occipital, le chef sterno-occipital et le chef sterno-mastroïdien ;
- Plan profond avec le chef cléido-mastoïdien.

|             | Chef claviculaire | Chef sternal |
| ----------- | --- | --- |
| Origine     | 1/3 médial (près du bord post.) à la face supérieure du corps de la clavicule                                                                       | Face antérieure (près facette claviculaire) du manubrium sternal                                                                                    |
| Terminaison | 1) Temporal: apex du processus mastoïde 2) Occipital: partie latérale (en dd du sterno-occipital) de la ligne nucale sup.                           | 1) Temporal: face latérale du processus mastoïde 2) Occipital : partie latérale (en dh. du cléido-occipital) de la ligne nucal sup.                 |
| Trajet      | En haut, en dehors et en arrière Au passage proche du gonion (mandibule), le SCM échange une bandelette fibreuse avec lui (bandelette mandibulaire) | En haut, en dehors et en arrière Au passage proche du gonion (mandibule), le SCM échange une bandelette fibreuse avec lui (bandelette mandibulaire) |
| Action      | - Flexion du cou - Inclinaison homolatérale - Rotation controlatérale - Légère extension de la tête                                                 | - Flexion du cou - Inclinaison homolatérale - Rotation controlatérale - Légère extension de la tête                                                 |
| Innervation | Nerf accessoire (XI) (+ quelques rameaux de C2 et C3)                                                                                               | Nerf accessoire (XI) (+ quelques rameaux de C2 et C3)                                                                                               |

## Symptômes
Le torticolis congénital se définit par une position vicieuse et dominante de la tête du nourrisson d’un côté, dans les semaines ou les mois qui suivent la naissance. La tête se positionne en inclinaison homolatérale, rotation homolatérale extension et translation homolatérale du cou.
D’après S. Laruelle et H. Chaib Deraa quatre symptômes peuvent être retenus pour le dépistage du torticolis congénital du nourrisson :

### Symptôme A
Un des symptômes mis en évidence est un déficit de mobilité cervicale en rotation unilatérale.
Pour le repérer, le praticien observe le nourrisson en décubitus dorsal, détendu et sans pleurs : il réalise une mobilisation passive globale du rachis cervical jusqu’à l’arrêt du mouvement. Ce test doit être infra-douloureux et il faut comparer l’amplitude de chaque côté : la mobilité normale est d’environ 110° de chaque côté. Il faut chercher s’il existe une différence de mobilité, une compensation à ce mouvement ou une douleur.
Le biais dans ce testing est de déclencher un réflexe asymétrique du cou d’où l’importance de regarder l’intégralité du corps.

### Symptôme B
Ce symptôme correspond à une ou des tension(s) musculaire(s) présentes sur le ou les SCM, le ou les trapèze(s).
Le praticien effectue une palpation de ces muscles de manière symétrique chez un nourrisson détendu, sans pleurs et qui n’est pas en train de sucer. Il recherche une contracture, qui peut être parfois bilatérale.

### Symptôme C
Ce troisième symptôme correspond à une position vicieuse de la tête et/ou du corps en rotation, en vrille ou en inclinaison.
Le praticien observe le nourrisson en position de repos pour objectiver une position non-axée. Il complète cette recherche par un questionnement des parents.

### Symptôme D
Ce dernier symptôme est une déformation crânienne (plagiocéphalie, chignon occipital, etc.).
Le praticien observe le crâne du nourrisson dans les 3 plans de l’espace. Il essaie d’objectiver une déformation asymétrique particulière (plagiocéphalie) notamment au niveau de la zone occipitale ou frontale.

## Étiologie et conséquences

### L'étiologie du torticolis congénital
Les origines de cette pathologie peuvent être de nature posturale, musculaire ou infectieuse, vasculaire, héréditaire, liée à des facteurs intra-utérins ou due à une malformation. Ces nombreux facteurs ont chacun un impact différent sur le développement et l’évolution de la pathologie.
Certains médecins considèrent que la pathologie se développe sur le fœtus durant la grossesse. En effet, le torticolis serait dû à certaines contraintes utérines sur le fœtus durant cette période. Il serait affecté par certaines postures de la mère comme l’assise dans un siège. Ces contraintes provoquent des malpositions orthopédiques chez le nouveau-né qui sont l’un des signaux alertant la pathologie.
Ces malpositions orthopédiques peuvent aussi induire une instabilité ou une luxation congénitale de hanche ainsi qu’une asymétrie congénitale du bassin. Cette asymétrie est provoquée par une rétraction unilatérale du tenseur du fascia lata et controlatérale des adducteurs. Une grande scoliose thoraco-lombaire de faible amplitude peut aussi être développée à la suite de malpositions orthopédiques.
D’autres spécialistes affirment que le torticolis est dû à un dépôt excessif de la protéine collagène dans la matrice extracellulaire dans la zone du SCM qui forme par la suite une fibrose sous la forme d’une olive ou d’une bande superficielle. Cette fibrose implique alors une rétractation du muscle SCM qui va provoquer une malposition de la tête. Ce dépôt excessif peut se présenter durant la grossesse, ou dans les premières semaines du nouveau-né. Dans le second cas, la mauvaise irrigation du SCM impliquée par une mauvaise position de la tête du bébé durant son temps de sommeil peut provoquer le dépôt excessif de cette protéine.
D’autres études ont remarqué le lien entre le développement d’un torticolis congénital et un accouchement difficile où le bébé a eu des difficultés à sortir. En effet, lors de l’accouchement, la traction de la tête du bébé par le creux axillaire ou du crâne lors de sa sortie peut provoquer un œdème ou une lésion du SCM ou du scalène qui développe par la suite un torticolis. Ce type de torticolis congénital dit « accidentel » peut aussi être provoqué avec l’utilisation de forceps, ventouse lors d’un accouchement dystocique.

### Conséquences d’une rétraction du muscle SCM[5]
Les conséquences d’un torticolis sont nombreuses et varient d’un cas à l’autre suivant la cause du torticolis, la durée avant la prise en charge par un encadrement médical, ou encore l’angle du rachis cervical dû au torticolis. La particularité de cette pathologie, c’est qu’elle n’est que rarement douloureuse. Il n’y a pas de pleur de la part du bébé, ni même du jeune enfant quand la pathologie n’est pas traitée dans les premières années du nouveau-né.
La conséquence la plus remarquée est une déformation asymétrique de l’Atlas et de l’Axis (soit les deux premières cervicales). Cette anomalie fonctionnelle peut être irréversible ou nécessiter de la chirurgie. Ce conflit entre ces deux cervicales peut entraîner un rétrécissement du trou occipital soit morphologique soit dynamique et réduire tous les mouvements réalisés par cette articulation. On parle alors de problème de réalisation des mouvements de rotation, d’inclinaison, d’abaissement et de redressement de la tête. 
La conséquence de la rétraction d’un seul muscle, le SCM, entraîne de nombreux dysfonctionnements dynamiques et statiques.
De plus, si la pathologie est prise en charge tardivement, le bébé ou jeune enfant peut avoir un trouble de croissance du rachis cervical supérieur, ce qui peut entraîner une compression neurologique, et ainsi provoquer des troubles de réalisation de mouvements suivant le nerf compressé. Cette compression entraîne alors des déficiences posturales, troubles du mouvement et des raideurs.
Pour finir, l’une des conséquences d’un torticolis congénital est un problème de développement du crâne. De par son contact avec le rachis cervical, s’il y a une déformation de ce dernier, il peut entraîner par compression ou anomalie, une croissance hétérogène du crâne. Ces différents problèmes peuvent engendrer des complications néfastes pour le nouveau- né tout comme une hypertension intracrânienne. Cette hypertension peut dégénérer et à terme créer des paralysies oculomotrices.

## Traitement
Les nourrissons ayant une tumeur du SCM sont pris en charge plus précocement que les enfants ayant un torticolis musculaire ou un torticolis postural.
Il existe différents moyens thérapeutiques traitant les torticolis congénitaux.

### Traitement comprenant des étirements passifs et des stimulations de positionnement actif à domicile
Dans un premier temps, il s’agit de mesures posturales car elles sont possibles dès la naissance. Elles consistent en une stimulation de l’enfant dans le sens opposé à son torticolis. Par exemple on conseille aux parents de placer des objets et jouets qui permettent d’attirer le regard de l’enfant et de lui faire tourner la tête. Ce peut être aussi une bonne position lors de la prise du biberon.
L’ergothérapeute peut intervenir dans la prise en charge du nourrisson par la confection d’un cale-tête et d’un cale-corps, placés par les parents lors du sommeil du nourrisson.
La rééducation via la kinésithérapie commence vers l’âge de 2 à 3 mois ; en effet avant cet âge le cou est trop court pour être manipulé, il est également hypotonique. Le traitement consiste en un étirement du SCM pour qu’il retrouve son élasticité mais aussi de renforcer les muscles controlatéraux. Cependant les techniques restent variables en fonction de l’âge de l’enfant et de son développement moteur. La rééducation est complexe car le kinésithérapeute doit maintenir le tronc et l’épaule de l’enfant afin d’éviter les compensations (mouvement qui ressemble au mouvement que l’on veut obtenir mais qui ne l’est pas en réalité) en élévation de l’épaule et rotation du tronc. L’étirement se fait d’abord de manière active pour établir un lien de confiance avec l’enfant, ensuite des étirements passifs peuvent être effectués.
Le thérapeute confirmé peut enseigner aux parents de l’enfant ces étirements afin que la rééducation soit encore plus importante.
Dans 9 cas sur 10, cette rééducation précoce aboutit à des résultats satisfaisants.

### Traitement par micro-courant
Ce traitement a été testé dans une étude en 2009 par Kim et al. : ils concluent que le traitement par micro-courant est moins douloureux et moins contraignant pour les nourrissons.

### Traitement par la technique conventionnelle chinoise de Tui-na
Le massage de Tui-na est considéré depuis toujours comme l'une des branches de la médecine chinoise traditionnelle : il signifie pousser/tirer. Les manœuvres ont pour objectifs, d'une part, de rétablir la circulation de l'énergie vitale par des pressions sur les méridiens et les points d’acupuncture, d'autre part, de restaurer la mobilité des muscles et des articulations. Chaque partie du corps est massée en fonction de sa capacité musculaire et de sa souplesse articulaire. Bien que très ancien, le massage de Tui-na a gardé une place importante dans les thérapeutiques actuelles et est prescrit dans les hôpitaux.

### Traitement par la technique d’étirement Myokinetic
L’étirement Myokinetic implique l’étirement du muscle SCM et un relâchement complet en appliquant une pression avec les doigts, soutenue pendant 5 à 10 secondes.

### Traitement chirurgical
La chirurgie est recommandée pour les cas résistant après six mois de thérapie. Les enfants présentant un torticolis postural ne sont jamais sujets à la chirurgie.
La chirurgie est un des moyens utilisés afin d’allonger le SCM. La ténotomie est une opération qui consiste à sectionner un tendon, il existe différentes interventions. La ténotomie basses juxta -claviculaire concernent deux chefs du SCM : le sterno-mastoïdien et le cléido-mastoïdien. Si la rétraction du muscle est importante ou si l’enfant est plus âgée entre 3 et 5 ans la ténotomie bipolaire peut être entreprise. Elle implique deux voies d’abord chirurgicale une sous la mastoïde, une autre juxtaclaviculaire.
À la suite de l’intervention, le cou de l’enfant doit être maintenu par un collier en mousse avec une légère traction cervicale pendant quelques jours. Par la suite le port une orthèse de maintien est nécessaire pendant six semaines.
La kinésithérapie est nécessaire après les interventions : elle allie un travail d’auto-agrandissement et un travail en rotation du côté du torticolis pour étirer le muscle opéré. Il existe aussi des exercices d’inclinaison de la tête du côté opposé du torticolis et des exercices de renforcement musculaire.
La durée du traitement semble dépendre du type de torticolis : elle est d’aitant plus importante que le déficit de rotation initial est important et que l’âge du nourrisson au moment de la prise en charge est avancé.